# Jacques Mairesse
Jacques Mairesse (27 de febrer de 1905 - 13 de juny de 1940) fou un futbolista francès.

## Selecció de França
Va formar part de l'equip francès a la Copa del Món de 1934.